# كلاي بلير
كلاي بلير (بالإنجليزية: Clay Blair)‏ هو كاتب غير روائي ومؤرخ وصحفي أمريكي، ولد في 1 مايو 1925 في كسينغتون في الولايات المتحدة، وتوفي في 16 ديسمبر 1998 في Washington Island (Wisconsin) ‏ في الولايات المتحدة.